# Muzeum 24 Pułku Ułanów w Kraśniku
Muzeum 24 Pułku Ułanów im. Hetmana Wielkiego Koronnego Stanisława Żółkiewskiego w Kraśniku – filia Muzeum Regionalnego w Kraśniku. 
Pułk, któremu poświęcone są wystawy i zbiory, stacjonował w Kraśniku w latach 1922–1939. Oddział muzeum otwarto 6 lipca 1995 r., w 75 rocznicę utworzenia pułku. Zbiory umieszczono w nowym budynku przy ulicy J. Piłsudskiego 7. 
Muzeum pułkowe ma ponad 2 tysiące eksponatów i fotografii. Muzeum w r. 2015 zostało zamknięte z powodu złych warunków i przeszło rewitalizację ze środków unijnych, otwierając się na nowo w październiku 2020.